# Denson Seamount

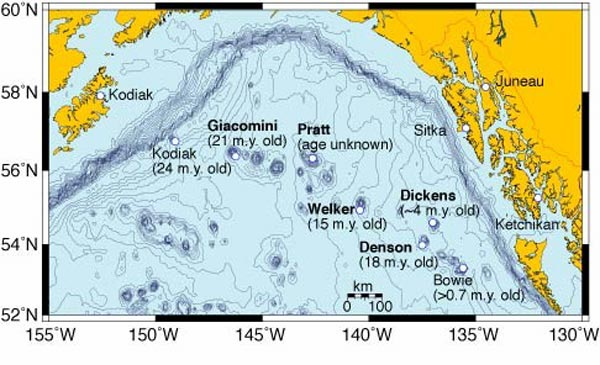
Mappa della catena sottomarina di Kodiak-Bowie.

Il Denson Seamount è una montagna e vulcano sottomarino che fa parte della catena sottomarina di Kodiak-Bowie, situato nella parte nordorientale dell'Oceano Pacifico, a ovest delle isole Haida Gwaii.
Si trova sul margine meridionale della catena, in corrispondenza del confine tra il Canada e gli Stati Uniti d'America.
È posizionato vicino al Peirce Seamount e al Bowie Seamount, e come gli altri vulcani della stessa catena fu formato dall'attività del punto caldo di Bowie.

## Indagini geologiche
Il Denson Seamount è stato uno dei vulcani sottomarini investigati nel 2004 dalla Gulf of Alaska Seamount Expedition, il cui scopo era di investigare la storia geologica di cinque montagne sottomarine del Golfo di Alaska all'epoca ancora inesplorate. La ricerca permise di redigere una mappa batimetrica di ogni seamount e dell'ambiente circostante, procedendo anche alla raccolta di campioni di rocce.
Il 6 agosto 2004, il sottomarino da ricerca DSV Alvin si è immerso in prossimità del Denson Seamount e ha raccolto campioni di roccia basaltica per determinare l'età del vulcano. La ricerca si rivelò piuttosto difficile perché l'acqua marina aveva alterato la roccia, ma le analisi di laboratorio hanno permesso di determinare in 18 milioni di anni l'età del vulcano. La mappatura batimetrica ha permesso di costruire un'immagine tridimensionale del Denson Seamount e degli altri vulcani della zona.  